# 五色町
五色町（ごしきちょう）は、兵庫県（淡路島）の西海岸中央部にかつて存在した町。旧津名郡。
2006年2月11日に洲本市と対等合併し、新しい洲本市の一部となったため消滅した。洲本市との合併後は五色町の町域は「洲本市五色町○○」という住所表記となっている。

## 地理
町名には「五色浜」と五町村合併をかけている。
- 山: 竜宝寺山
- 河川: 都志川、鳥飼川
- 海: 播磨灘

淡路島内で唯一、神戸淡路鳴門自動車道が通らない自治体であった。

### 隣接していた自治体
- 淡路市
- 洲本市
- 南あわじ市

## 合併の経緯
2004年には洲本市との合併協議を進め、「洲本五色市」の名称で2005年第1四半期の合併実現を目指していたが、合併期日の決定が難航し、一旦白紙状態となった。約半年間の休止を経て、後に協議が再開。しかし、2005年3月末の合併特例法適用期限を前にした同年3月9日、五色町議会で合併関連事案が否決された。これにより同法の適用が危うくなったため、期限直前の同年3月29日に臨時議会をひらき、賛成多数で事案を可決。合併申請には至ったが、一方で町長が町政の混乱を招いたとして辞表を提出した。
以上の経緯があった後、2006年2月11日に洲本市と対等合併した。当初は旧市町名は使用しないとしていたが、結局「洲本市」の名で合併。

## 歴史
- 1956年（昭和31年）9月30日 - 津名郡都志町・鮎原村・鳥飼村・広石村・三原郡堺村が合併して発足。
- 2006年（平成18年）2月11日 - 洲本市と合併し、改めて洲本市が発足。同日五色町廃止。

## 行政
- 町長：山口 一紀（2005年5月15日 - 2006年2月10日）

## 立法

### 五色町議会
- 定数 12人

#### 構成
| 党派       | 議席数 |
| 日本共産党 | 1      |
| 無所属     | 11     |

## 経済

### 産業
- 主な産業:主要な産業は農業・漁業。
- 産業人口（2000年国勢調査）
  - 総数 5,577人
  - 第1次産業 1,536人（27.5%）
  - 第2次産業 1,498人（26.9%）
  - 第3次産業 2,537人（45.5%）
  - 分類不能 6人 （0.1%）
  - 昼夜間人口比 86.9%

#### 漁業
- 北角川漁港
- 角川漁港
- 船瀬漁港
- 鳥飼漁港

## 姉妹都市・提携都市

### 国内
- 富山県婦負郡山田村（現富山市）
  - 1993年5月8日友好都市提携
- 大阪府交野市
  - 1993年5月8日友好都市提携

### 海外
- ヴァンワート市（アメリカ合衆国オハイオ州）

## 地域

### 教育
町内に高等学校はなく、大部分は洲本市・淡路市・南あわじ市の高校に通っている。

### 中学校
- 五色町立五色中学校

#### 小学校
- 五色町立都志小学校
- 五色町立鮎原小学校
- 五色町立広石小学校
- 五色町立堺小学校
- 五色町立鳥飼小学校

#### その他の学校
- 兵庫県立淡路養護学校

## 交通

### 道路
- 都道府県道
  - 主要地方道
    - 兵庫県道31号福良江井岩屋線（淡路サンセットライン）
    - 兵庫県道46号洲本五色線
    - 兵庫県道66号津名五色三原線

  - 一般県道
    - 兵庫県道231号都志港線
    - 兵庫県道465号多賀洲本線
    - 兵庫県道466号鮎原一宮線
    - 兵庫県道470号倭文五色線
    - 兵庫県道471号安乎鮎原線
    - 兵庫県道472号鳥飼浦洲本線

### 路線バス
- 淡路交通
  - 西浦線（淡路市郡家方面行）
  - 鳥飼線（洲本高速バスセンター・南あわじ市湊方面行）
  - 都志線（洲本高速バスセンター・南あわじ市湊方面行）
- 淡路タクシー
  - 鮎原線（淡路市志筑方面行）

## 名所・旧跡・観光スポット・祭事・催事
- ウェルネスパーク五色・高田屋嘉兵衛公園
  - 高田屋顕彰館・歴史文化資料館（菜の花ホール）
- 高田屋嘉兵衛翁記念館
- 高田屋嘉兵衛まつり（8月15日）
- 海水浴場
  - 都志海水浴場
  - 船瀬海水浴場
  - 新五色浜海水浴場
  - 五色浜海水浴場

## 出身有名人
- 阿久悠（作家・作詞家）
- 高田屋嘉兵衛（廻船業者・海商）
- 三島徳七（MK鋼発明者）
- 安田喜代門（国語学者）
- 谷内清厳（仏教学者）
- 坂本葵園（儒学者）
- 実生すぎ（教育者）
- 畑崎広敏（実業家）
- 坂東舜一（航空実業家）
- 土井良太（サッカー選手）
- 山本広（一和会会長）
- 藤野博（医学者）